# Węzeł fali

Jednowymiarowa fala stojąca. Węzły fali oznaczono na czerwono.

Węzeł fali – miejsce o zerowej amplitudzie drgań w ośrodku, w którym rozchodzi się fala stojąca. 
Węzeł może być wymuszony przez zewnętrzne więzy narzucone na drgające ciało, np. na drgającej strunie gitary węzły są w miejscach mocowania struny lub na progu (po dociśnięciu struny). Między węzłami wymuszonymi mogą powstawać węzły swobodne. W przypadku fali jednowymiarowej (np. fala poprzeczna na strunie), węzeł jest punktem. W przypadku fali na płaszczyźnie może być linią prostą, a w przestrzeni – płaszczyzną. W ośrodkach niejednowymiarowych obszary węzłowe mogą mieć również inne kształty. Drgające ciało, w którym powstaje fala stojąca musi zawierać przynajmniej jeden węzeł. Tak dzieje się w pręcie umocowanym na środku (może powstać tylko jeden węzeł wymuszony w miejscu mocowania) i podobnie w słupie powietrza zamkniętym w jednym końcu.
Przeciwieństwem węzła jest strzałka fali, czyli obszar maksymalnej amplitudy drgań. Obszary węzłowe oddzielane są od siebie obszarami strzałek.